# Sigrid Artes
Sigrid Artes (geborene Gringmuth; * 27. Oktober 1933 in Dresden; † 12. Januar 2016) war eine deutsche Grafikerin und Malerin und Restauratorin.

## Leben und Werk
Sigrid Artes absolvierte von 1949 bis 1951 eine Lehre als grafische Zeichnerin. Von 1951 bis 1957 studierte sie an der Hochschule für Bildende Künste Dresden bei Hans Theo Richter und Max Schwimmer, zu dem sie bis zu seinem Tod eine enge persönliche Beziehung hatte. Für ihr Diplom schuf sie einen Zyklus von Lithografien „Mutter und Kind“.
Seit 1958 war Sigrid Artes als Malerin und Grafikerin freischaffend tätig. Nebenbei arbeitet sie als Serviererin, Gebrauchswerberin, Zirkelleiterin und Restauratorin. Von 1960 bis 1964 war sie zu einem Studienaufenthalt im Volkseigenen Gut Kalkreuth. Ab 1970 machte sie Restaurierungs- und Rekonstruktionsarbeiten, u. a. in der Klosterkirche des Klosters Neuzelle, im Schloss Hoflößnitz in Radebeul und in Dresden in der Semperoper, der Gemäldegalerie Neue Meister, im Italienischen Dörfchen und im Hotel Bellevue. Für ihre hervorragende Arbeitsleistung bei der Rekonstruktion der malerischen Innengestaltung in der Semperoper bekam sie 1985 den Orden „Banner der Arbeit“ verliehen. Ab 1974 gehörte sie zu der von Eberhard Göschel geleiteten „Arbeitsgruppe Leonhardi-Museum“. 1989 gehörte sie zu den Mitbegründerinnen der Dresdner Sezession 89 der sie bis 1995 angehörte. Sie unternahm seit 1996 Reisen nach Irland, Italien, Frankreich und Tunesien. Freundschaftliche Beziehungen unterhielt sie u. a. zu Heinz Czechowski, Ernst Lewinger und Gunter Herrmann. Sie lebte und arbeitete bis zu ihrem Tod als Zeichnerin, Grafikerin und Malerin, vor allem Aquarellistin, in Dresden.
Der Ehemann von Sigrid Artes verstarb 1954. 1953 wurde ihre Tochter Sigrid Claude Hilpert-Artes geboren, die als Keramikerin tätig ist, und 1972 ein Sohn.
Die Grabstelle von Sigrid Artes befindet sich auf dem Friedhof Dresden-Tolkewitz.

## Mitgliedschaften
- Bis 1990 Mitglied im Verband Bildender Künstler der DDR
- 1989–1995 Mitglied der Dresdner Sezession 89

## Werke (Auswahl)
- Mühle in Kalkreuth (Aquarell, um 1960/1964)[7]
- Dresden (Aquarell, 1968)[8]
- Lustschlösschen (Aquarell, 1973)[9]
- Petra K. (Zeichnung, 1978)[10]
- Heimkehr des verlorenen Sohnes (Radierung/Strichätzung; 1979)[11]
- Dr. Löffler auf seinem letzten Krankenlager (d. i. Fritz Löffler; Lithografie, 1988)[12]

## Ausstellungen (unvollständig)

### Einzelausstellungen
- 1960 Kulturhaus Großenhain
- 1962 Klub der Intelligenz, Dresden
- 1966 Dresden, Leonhardi-Museum (mit Susanne Voigt und Jürgen Weber)
- 1970 Galerie Kunst der Zeit, Dresden
- 1983 Dresden, Galerie Comenius
- 1986 Galerie Carl Blechen, Cottbus
- 1988 Dresden, Galerie Nord
- 2002 Werkgalerie der Kreativen Werkstatt, Dresden
- 2003 Galerie Drei der Dresdner Sezession 89
- 2010 Dresden, Landesamt für Denkmalpflege Sachsen im Ständehaus
- 2013 Görlitz, Landgericht

### Ausstellungsbeteiligungen in der DDR
- 1957: Berlin, Ausstellungspavillon Werderstraße („Junge Künstler der DDR“)
- 1957: Sofia, Kunsthochschule
- 1960: Berlin, Pavillon der Kunst („Frauenschaffen und Frauengestalten in der bildenden Kunst. 50 Jahre Internationaler Frauentag.“)
- 1962: Berlin, Deutsche Akademie der Künste („Junge Künstler“)
- 1972, 1974, 1979 und 1985: Dresden, Bezirkskunstausstellungen
- 1978/1979: Moskau u. a. („Porträts und Selbstporträts“)
- 1987/1988: X. Kunstausstellung der DDR